# IC 4263
IC 4263 — галактика типу SBcd () у сузір'ї Гончі Пси.
Цей об'єкт міститься в оригінальній редакції індексного каталогу.